# Angelo Tchen
Angelo Tchen, né le 8 mars 1982, est un footballeur international tahitien.

## Carrière
Tchen commence sa carrière en professionnel en 2000 lorsqu'il commence à jouer pour l'Association sportive Tefana. Il va remporter avec Tefana de nombreux trophées nationaux et va commencer à jouer dans l'équipe nationale tahitienne en 2001. 
En 2003, il marque son premier but en sélection, lors des Jeux du Pacifique Sud de 2003 face à la États fédérés de Micronésie. En 2012, il remporte la Coupe d'Océanie du football.

## Palmarès
- Vainqueur de la Coupe d'Océanie en 2012 avec l'équipe de Tahiti
- Finaliste de la Ligue des champions de l'OFC en 2012 avec l'AS Tefana
- Champion de Polynésie française en 2005, 2010 et 2011 avec l'AS Tefana
- Vainqueur de la Coupe de Polynésie française en 2004, 2005, 2007, 2008, 2010 et 2011 avec l'AS Tefana
- Vainqueur de la Supercoupe de Polynésie française en 2007